# 涼宮ハルヒの詰合 〜TVアニメ「涼宮ハルヒの憂鬱」劇中歌集シングル〜
「涼宮ハルヒの詰合 〜TVアニメ「涼宮ハルヒの憂鬱」劇中歌集シングル〜」（すずみやハルヒのつめあわせ 〜テレビアニメ「すずみやハルヒのゆううつ」げきちゅうかしゅうシングル〜）は、2006年6月21日にLantisから発売されたテレビアニメ『涼宮ハルヒの憂鬱』の挿入歌を収録したシングル。

## 概要
テレビアニメ『涼宮ハルヒの憂鬱』の挿入歌を収録したシングル。オリコン週間シングルチャート5位、年間チャート106位を記録した。また、2008年7月21日付けのオリコンチャートにおいて、TOP200に通算100週チャートインを記録した。CDジャケットには、涼宮ハルヒが描かれている。裏面には、朝比奈みくる、長門有希、古泉一樹、シャミセンが描かれている。

## 収録曲
1. God knows... [4:37]
歌：涼宮ハルヒ（平野綾）
作詞：畑亜貴、作曲・編曲：神前暁
後に『Imaginary ENOZ featuring HARUHI』に収録される。
2. Lost my music [4:15]
歌：涼宮ハルヒ（平野綾）
作詞：畑亜貴、作曲・編曲：神前暁
後に『Imaginary ENOZ featuring HARUHI』に収録される。
3. 恋のミクル伝説 [3:22]
歌：朝比奈みくる（後藤邑子）
作詞：涼宮ハルヒ（山本寛）、作曲・編曲：涼宮ハルヒ（神前暁）

## 演奏
- 西川進：Guitar (#1.2)
- 種子田健：Bass (#1.2)
- 小田原豊：Drums (#1.2)

## 各曲の概要

### 「God knows...」
「God knows...」は、『涼宮ハルヒの憂鬱』第12話「ライブアライブ」において、涼宮ハルヒが劇中にて実際に歌うという形で「Lost my music」とともに使用された。劇中では本来文化祭である北高祭で歌うはずだったENOZのボーカルとギタリストが怪我・病気で出演できなくなったためハルヒが代わりに歌っているという設定であり、劇中ではハルヒのソロだが、CDではコーラスが入っている。「ライブアライブ」の脚本を務めた山本寛は、作曲家の神前暁に「当時人気だったZONEの楽曲風にしてほしい」という発注を出した。それから、西川進（ギター）、種子田健（ベース）、小田原豊（ドラムス）がその曲を演奏している様子を撮影し、さらにその映像のキャプチャ画像をプリントしたものを上からなぞり、ロトスコープによる演奏シーンが完成した。また、ハルヒの表情がアップになるシーンは平野が歌う映像を基に作られた。
劇中の演奏シーンはPS3及びPSPゲーム『涼宮ハルヒの追想』の限定版映像特典としてCGによる再現バージョンが収録されている。
西川はリットーミュージックとのインタビューの中で、「レコーディング時アニメの劇中歌であることを伝えられ、『超絶テクニックを持った女子高校生のように演奏してほしい』という指示を受け、考えた末に『ちょっと隙のある完璧じゃない感じが良い』と思って演奏した。」と振り返っている。

### 「Lost my music」
アップテンポなロック調の曲である「Lost my music」は、「God knows...」同様「ライブアライブ」の場面で使われた。劇中の演奏シーンは、2014年6月1日に開催されたパチンコ『フィーバー 涼宮ハルヒの憂鬱』の参加型キャンペーン「Haruhi Hunting」のプロモーション映像にも使われた。

### 「恋のミクル伝説」
『涼宮ハルヒの憂鬱』第1話は、SOS団の自主制作映画「朝比奈ミクルの冒険 Episode 00」を放映するという形式で、他の回とは異なりこの曲によるオープニングから本編が始まった。
この曲は、オーケストラル・ヒット、唐突な間投詞、意味の通らない横文字の歌詞など、素人が作った曲を思わせる要素が詰め込まれたものである。ヴォーカルである朝比奈みくるが歌の出だしをとちったり、ちぐはぐな音程で歌ったり、無理やり唄わされている感じが表現されている（演じている後藤邑子は、この曲の出だしは、何のフリも無しに声を当てたので、カラオケで真似るのは困難と語っている）。劇中では涼宮ハルヒの手で作詞・作曲されたという設定になっている。
DVD『涼宮ハルヒの憂鬱 朝比奈ミクルの冒険 Episode00 限定版』特典サウンドトラックCDに、テレビサイズ版が収録されている（KABA-1501, 2006年6月23日発売）。
『涼宮ハルヒの戸惑』では、音程が少しまともになった恋のミクル伝説を聞くことが出来る。白石稔は、アニメ『らき☆すた』で、替え歌の『恋のミノル伝説』を白石みのる名義で歌っている。『らき☆すた』の主人公・泉こなたが自身の携帯電話の着うたとして設定していて劇中で使われる。

## リリース
第12話の放送前に本アルバムの宣伝をしてしまうと第12話の内容が視聴者にわかってしまうことから、「God knows...」は第12話の放送まで一切情報を出さないという方針がとられており、本アルバム発売までは「恋のミクル伝説」を中心にした宣伝が行われた。

## カバー
God knows…
2007年
- KEIKO - オムニバスアルバム『EXIT TRANCE PRESENTS CODE SPEED アニメトランスBEST』でカバー。
- 桃井はるこ - カバーアルバム『カバー電車』でカバー。

2008年
- 石田燿子 - カバーアルバム『Hyper Yocomix3』でカバー
- 遠藤正明 - カバーアルバム『ENSON2』でカバー。
- KEI - オムニバスアルバム『姫トラ ・スピード』でカバー。
- Mastergo - オムニバスアルバム『テクノポップアニメ』でカバー。

2009年
- SYO-ZAKU(FromA.Z.Switch Blade) - オムニバスアルバム『アニソン100連発!!! MEGA電波ww ヲタ芸編』でカバー。
- nayuta - オムニバスアルバム『スーパー★アニメ☆リミックス スーパー・ベスト』でカバー。
- m.o.v.e - カバーアルバム『anim.o.v.e 01』でカバー。

2010年
- KANAN - カバーアルバム『Surf Anime』でカバー。
- 中川翔子 - カバーアルバム『しょこたん☆かばー3 〜アニソンは人類をつなぐ〜』でカバー。
- 流田Project - カバーアルバム『流田P』でカバー。
- NAGISA - オムニバスアルバム『和ユーロベスト3』でカバー。
- Various - オムニバスアルバム『アニメイティーズ』でカバー。

2011年
- ディアステージアイドル部 (fromディアステージ） - オムニバスアルバム『JOYSOUND presents アニソントランス ラボラトリー』でカバー。
- MI→NA - オムニバスアルバム『LUV ユーロ』でカバー。

2014年
- marasy - 『Anison Piano ～marasy animation songs cover on piano～』（2014年5月28日発売）に収録。

2014年
- marasy - 『Anison Piano ～marasy animation songs cover on piano～』（2014年5月28日発売）に収録。

2015年
- 石田燿子 - アルバム『Rainbow Wonderland』にて2度目にカバー。

2017年
- Poppin'Party［戸山香澄（愛美）］ - ゲーム『バンドリ! ガールズバンドパーティ!』でカバー。

2018年
- 影山ヒロノブ - アニソンカバーアルバム『誰がカバーやねんアニソンショー』（2018年2月14日発売）にアコースティック・アレンジで収録。

2019年
- 富士葵 - カバーアルバム『IMAGINATION vol.1』でカバー。

2021年
- 小暮奈々子（愛美） - テレビアニメ『ぼくたちのリメイク』でカバー。
- 北条加蓮（渕上舞） - ゲーム『アイドルマスター シンデレラガールズ スターライトステージ』でカバー。のち、シングル「THE IDOLM@STER CINDERELLA GIRLS STARLIGHT MASTER GOLD RUSH! 14 レッド・ソール」に収録。

2023年
- 奥井雅美 - カバーソングプロジェクト「CrosSing（クロスシング）7th Season」にてカバー。

Lost my music
2021年
- 中野有香（下地紫野） - ゲーム『アイドルマスター シンデレラガールズ スターライトステージ』でカバー。のち、シングル「THE IDOLM@STER CINDERELLA GIRLS STARLIGHT MASTER GOLD RUSH! 14 レッド・ソール」に収録。

2023年
- 茅原実里 - カバーアルバム『CrosSing Collection vol.3』（2023年11月22日発売）に収録。

恋のミクル伝説
2007年
- Ma15 - オムニバスアルバム『Exit Trance PRESENTS SPEED アニメトランス BEST 2』でカバー。

## 反響
「ライブアライブ」放送直後にこのCDが発売された結果、オリコンなどのチャートで上位になるきっかけとなった。

### 「God knows...」に対する反響
YouTubeにアップロードされた「God knows...」の演奏シーン視聴回数は1億回を超えている。その動画からさらにアニメを知る人も続出している。この現象は、角川グループがYouTube上に公式ページ「角川アニメチャンネル」を開設するきっかけにもなった。西川は当時の反響について「撮影から1 - 2年くらい後になって、ドラムの小田原豊さんから『ずっと前に収録した曲がすごい売れているらしい』と聞いて驚いた」とリットーミュージックとのインタビューの中で振り返っている。
fhánaのリーダーである佐藤純一は、文化祭の場面について「物語の中で感動する場面であると同時に、演奏シーン単体だけでも人目を惹く」とCINRA.NETとのインタビューの中で述べ、「『涼宮ハルヒの憂鬱』のもつそれぞれの要素が融合することにより大きな相乗効果を引き出した」とヒットの理由について推測している。
同じくfhánaのボーカルであるtowanaは、前述のインタビューの中で特に印象に残っている曲として「God knows...」を挙げており、「放送当時はこのアニメのすごさはよくわからなかったが、文化祭のシーンは何度も見た」と述べている。
2019年3月1日には、ソニー・ミュージックエンタテインメントのアニメソング人気投票キャンペーン「平成アニソン大賞」において編曲賞（2000年 - 2009年）に選出された。
2020年9月6日にテレビ朝日系列にて放送された『国民13万人がガチ投票! アニメソング総選挙』では、第9位にランクインした。